# 会沢紗弥
会沢 紗弥（あいざわ さや、1999年9月9日 - ）は、日本の女性声優。埼玉県出身。スターダストプロモーション所属を経て現在はフリーランス。

## 経歴
小さい頃から芝居や歌を歌うことが好きだったが女優や歌手になりたいわけではなかった。しかし、小学6年生の時に偶然見たアニメ『化物語』で声優の存在を知ったことがきっかけとなり、声優を目指すことを決めた。
2016年4月、スターダストプロモーション制作3部（現 第三事業部）に新設された声優部の第1回オーディションを経て同事務所に所属。
2017年1月、スターダストプロモーション声優部所属の新人声優により結成されたユニット「サンドリオン」のメンバーとなる。メンバーカラーはピンク。また、同年より『アイドルマスター シンデレラガールズ』の関裕美役で人気を博す。
2019年5月5日、同日開催のライブイベントをもって「サンドリオン」を卒業。事務所には引き続き所属し、声優としての活動も継続する。
2019年よりトレーディングカードゲーム『Z/X』のアイドルユニット「SHiFT」のメンバーとしても活動している。
2020年1月、自ら演じる『温泉むすめ』の鳥羽亜矢海と共に、鳥羽温泉郷観光親善大使に任命された。
同年3月17日より、会沢のソロ番組『会沢紗弥のエンディングは上機嫌で』がニコニコチャンネル「ボイスガレッジチャンネル」にて配信開始。
2021年10月、テレビアニメ『大正オトメ御伽話』のヒロイン、立花夕月役に選ばれる。初のヒロイン役となった。
2023年12月1日、体調不良のため活動制限、休養することが事務所公式サイトで発表された。2024年1月24日、活動再開を報告。
2025年3月31日をもってスターダストプロモーションを退所、フリーランスとなる。

## 人物
趣味は睡眠、モデルハウス巡り。特技はソフトクリームを巻くこと。好きな食べ物はイクラ。
資格として情報処理検定2級、簿記実務検定2級、秘書技能検定2級、普通自動車免許、温泉ソムリエを保有している。
声優を目指すきっかけとなった『〈物語〉シリーズ』をはじめ、『さよなら絶望先生』などシャフトのアニメ作品が好き。
憧れている声優に田村ゆかりを挙げており、田村のラジオに何度もメールを投稿し、採用されたこともある。
かつて亀を飼っていた。名前はパイナップルボンバー。

## 出演
太字はメインキャラクター。

### テレビアニメ
2017年
- セイレン（三条りん）
- ぶっぷな毎日（ボク）
- アイドルマスター シンデレラガールズ劇場（2017年 - 2019年、関裕美、お化け） - 3シリーズ

2018年
- ちおちゃんの通学路（安藤ちはる）

2019年
- BanG Dream! 2nd Season - TV放送時はノンクレジット
- ライフル・イズ・ビューティフル（2019年 - 2020年、紺野小桜）

2020年
- かぐや様は告らせたい?〜天才たちの恋愛頭脳戦〜（女子生徒）
- モンスター娘のお医者さん（ハーピーA）
- とある科学の超電磁砲T（女子学生、少女、女児）
- ミュークルドリーミー（1年女子(1)）
- ご注文はうさぎですか? BLOOM（生徒会役員）
- ひぐらしのなく頃に業（2020年 - 2021年、ウエイトレス、店員） - 2シリーズ

2021年
- ホリミヤ（2021年 - 2023年、女子高校生、女子生徒） - 2シリーズ
- 無職転生 〜異世界行ったら本気だす〜（2021年 - 2024年、ノルン・グレイラット） - 3シリーズ
- 転生したらスライムだった件 転スラ日記（ココブ）
- イジらないで、長瀞さん（女子）
- フルーツバスケット（女の子）
- BLUE REFLECTION RAY/澪（女子生徒）
- 大正オトメ御伽話（立花夕月）
- 見える子ちゃん（化け物）
- SELECTION PROJECT（桜井涼音）

2022年
- 処刑少女の生きる道（ミリィ）
- くノ一ツバキの胸の内（カゲツ ）
- まちカドまぞく 2丁目（永山）
- Engage Kiss（キサラ）
- 恋愛フロップス（アワビさん）
- 陰の実力者になりたくて!（2022年 - 2023年、シェリー・バーネット）
- クールドジ男子（2022年 - 2023年、S大女子、女性、蒼真の友人）

2023年
- 犬になったら好きな人に拾われた。（犬飼加恋）
- お隣の天使様にいつの間にか駄目人間にされていた件（女子生徒）
- カワイスギクライシス（矢薙華澄）
- 山田くんとLv999の恋をする（瑠奈の同級生）
- アリス・ギア・アイギス Expansion（モフ）
- 機動戦士ガンダム 水星の魔女（ラウダ〈幼少期〉）
- 英雄教室（カトル）
- ポーション頼みで生き延びます!（エメ）
- 盾の勇者の成り上がり Season3（住人、ルロロナ村住人〈リス〉）

2024年
- 勇気爆発バーンブレイバーン（ルル）
- 治癒魔法の間違った使い方（アマコ）
- BEYBLADE X（2024年 - 2025年、ものけろ）
- 怪異と乙女と神隠し（天地のどか）
- 黒執事 -寄宿学校編-（ブルーアー家姉妹）
- 異世界失格（アリア）
- 時々ボソッとロシア語でデレる隣のアーリャさん（2024年 - 2026年、君嶋綾乃） - 2シリーズ
- エルフさんは痩せられない。（セイレーン）
- きのこいぬ（同窓生の子供たち）

2025年
- ニートくノ一となぜか同棲はじめました（和泉緋那）
- 鬼人幻燈抄（奈津）
- 日々は過ぎれど飯うまし（星なな）
- 最強の王様、二度目の人生は何をする?（エレナ・レイウィン）
- ウマ娘 シンデレラグレイ（メジロアルダン）
- クレバテス-魔獣の王と赤子と屍の勇者-（ルナ）
- サイレント・ウィッチ 沈黙の魔女の隠しごと（モニカ・エヴァレット）
- ふたりソロキャンプ（大空さや）
- さわらないで小手指くん（住吉いずみ ）

### 劇場アニメ
- orange -未来-（2016年、春）

### OVA
- ストライク・ザ・ブラッド （2020年 - 2022年、香菅谷雫梨・カスティエラ[48][49]） - 2シリーズ[一覧 6]

### Webアニメ
- アイドルマスター シンデレラガールズ劇場（2017年 - 2020年、関裕美[24]） - 2シリーズ[一覧 7]
- CINDERELLA GIRLS 10th Anniversary Celebration Animation ETERNITY MEMORIES（2022年、関裕美）
- BULLET/BULLET（2025年、食肉センター・エマ[初出 5]）

### ゲーム
2017年
- トリックスター 召喚士になりたい（ロザリン）
- 放置少女〜百花繚乱の萌姫たち〜（陸遜、ホウ統、華佗）
- 逆転オセロニア（リナリア）
- アイドルマスター シンデレラガールズ（2017年 - 2024年、関裕美） - 3作品

2018年
- アンジュ・ヴィエルジュ 〜ガールズバトル〜（シーラム999）
- 戦国ASURA（江、瀬名、朝比奈泰朝、木下小一郎）
- クロノブリゲード（フォルティーナ）
- ルナクロニクルR
- エターナルダンジョン（七春、カシケ）
- 蒼天のスカイガレオン（2018年 - 2019年、シシリィ、ゲルズ）
- 恒星少女 -Do The Scientists Dream of Girls'Asterism?-（D・アルゲディ）

2019年
- 帝国戦記（2019年 - 2021年、ヘレナ、コウメ）
- 神装の戦乙女（2019年 - 2021年、イヴ、シェリシア、ジェイド）
- アルカ・ラスト 終わる世界と歌姫の果実（ウェル）
- LOST:SMILE memories + promises（一条めぐる）
- 誰ガ為のアルケミスト（スーイー）
- メギド72（2019年 - 2023年、べバル）
- Z/X Code OverBoost（ペクティリス）

2020年
- 荒野のコトブキ飛行隊 大空のテイクオフガールズ!（マドカ、チヨ）
- ブラウンダスト（ダイアナ）
- キングダムオブヒーロー（アスタロト）
- アビス・ホライズン（セーラム、ウクライナ）
- 深層の戦乙女（シェリシア）
- CHOJO -CryptoGirlsArena-（大田鶴）
- モンスターストライク（2020年 - 2022年、マルタ、マルタα、テラスミス）
- CARAVAN STORIES（2020年 - 2021年、アマビエ、ピラトゥス・アマビエ）

2021年
- クラッシュフィーバー（フロイト）
- フロンティア・ゼロ～境界を越える想い～（リナ）
- ウマ娘 プリティーダービー（2021年 - 2024年、メジロアルダン）

2022年
- アクション対魔忍（神無月空〈2代目〉）
- 駅メモ！ - ステーションメモリーズ！-（為栗メロ〈3代目〉）
- ヘブンバーンズレッド（2022年 - 2025年、シャルロッタ・スコポフスカヤ）
- メメントモリ（モニカ）
- アズールレーン（2022年 - 2024年、ポンペオ・マーニョ、綾瀬)
- クイズRPG 魔法使いと黒猫のウィズ（バティン）
- 陰の実力者になりたくて！マスターオブガーデン（シェリー・バーネット）
- 機動戦士ガンダム 鉄血のオルフェンズG（少女）

2023年
- Engage Kill（キサラ）
- けものフレンズ3（シロクジャク）
- 404 GAME RE:SET -エラーゲームリセット-（リボン）
- ブラウンダスト2（シルヴィア）

2024年
- D4DJ Groovy Mix（別所美鈴）
- パワフルプロ野球2024-2025（アイ）
- 護縁（グレン・マリナ）
- 魔導物語 フィアと不思議な学校（フィア）
- 時々ボソッとロシア語でデレる隣のアーリャさん パズルパーティー！（君嶋綾乃）

2025年
- 原神（夢見月瑞希）
- HUNDRED LINE -最終防衛学園-（第6部隊長イヴァー）

2026年
- anemoi（白渡小詠）

未定
- UN:LOGICAL（瑪瑙）

### ナレーション
- ビートたけしのオワラボ2017（2017年12月29日、フジテレビジョン）
- ビートたけしのオワラボ2019（2019年12月30日、フジテレビジョン）

### デジタルコミック
- うごくまんが デジコロ ケシカスくん（2016年[4]）
- あやかしトライアングル（2020年、花奏すず）
- 幼馴染のS級パーティーから追放された聖獣使い。万能支援魔法と仲間を増やして最強へ!（2022年、カラ[109]）
- 残念妖精ドルマさん（2022年、月見野みちる[110]）
- 椿くんの熱におぼれたい（2022年、同僚女性A[111]）
- 転生婚（2022年、山吹緋色[112]）
- 狐に嫁入り（2022年、笹崎 姉[113]）

### ドラマCD
- 一億年ボタンを連打した俺は、気付いたら最強になっていた 〜落第剣士の学院無双〜 第4巻 ドラマCD（2020年、ティリス＝マグダロート[114]）
- 淡海乃海 水面が揺れる時〜三英傑に嫌われた不運な男、朽木基綱の逆襲〜（2021年、紬[115]）

### 舞台
2018年
- 初等教育ロイヤル 再演（4月7日 - 8日、シアターサンモール） - ヒロイン・4年生 佐藤さん 役（ダブルキャスト）
- 流さないラジオ（6月19日 - 24日、コフレリオ新宿シアター） - ロナルド・ミーシャ 役 （ダブルキャスト）
- ヤキソバチルドレン（12月28日 - 30日、新宿村LIVE） - 伊集院 役 

2019年
- 初等教育ロイヤル 大阪公演 再々演（6月20日 - 23日、ABCホール） - ヒロイン・4年生 佐藤さん 役（ダブルキャスト）
- 暗転エピローグ（8月15日 - 18日、中目黒キンケロシアター） - 主人公・一華 役
- 魔法少女（？）マジカルジャシリカ マジカル零-ZERO-（9月5日 - 9日・14日、CBGKシブゲキ!!） - 遠藤沙織 役（ダブルキャスト）
- 勇者セイヤンの物語（真）（再々演）（東京公演：12月4日 - 8日、全労済ホール／スペース・ゼロ / 大阪公演：12月27日 - 30日、近鉄アート館） - 街の人3 役

### 朗読劇
- toshiLOG vol.4 朗読劇「あの星に願いを」（2019年11月6日 - 10日 、新宿シアターブラッツ）西ノ森莉緒 役（ダブルキャスト）[123]
- toshiLOG vol.1 朗読劇「さよならのかわりに」 再演（2020年3月11日 - 15日 、R’s アートコート）稲垣奈美 役（ダブルキャスト）[124]

### CM
- MDNA SKIN「翌朝バレる！スキンケア」（2018年、CMソング歌唱[125]）
- プリントパック（2018年、サウンドロゴ[126]）
- NASTA「スマポ」（2018年、スマポくんの声[127]）

### PV
- もしも明日、この世界が終わるとしたら PV（2022年、ユーリ[128]）
- アイドル失格 コミックスPV（2024年、小野寺実々花[129]

### ラジオ
※はインターネット配信。
- 会沢紗弥と花井美春の「まったく、女子高生は最高だぜ!!」（2020年 - 2022年、音泉※）[130]
- 大正オトメ御伽ラヂオ（2021年 - 2022年、音泉※）[131]
- エンゲージ・キサラジオ（2022年 - 、YouTube※、ニコニコチャンネル※）
- さやとみはるのさんかくカンケイ（2022年 -、音泉※) [132]

### インターネット放送
※はインターネット配信。
- 西田望見・会沢紗弥のMIXボイスガレッジ（2019年、ニコニコ生放送※）
- 会沢紗弥のエンディングは上機嫌で（2020年 - 2024年、ニコニコ生放送※・YouTube Live※）
- 小原莉子と会沢紗弥のセカイこーしんちう（2020年 - 2021年、ニコニコ生放送※）
- さーやんのまくのうち（2022年 - 、OPENREC.tv※）

### ASMR
- 【耳かき&添い寝】圧倒的添い寝CD 〜押しかけツンデレ義妹にたっぷり癒されちゃう〜（2021年、義妹）
- 【愛情豊かな小学生ママASMR】こどものままでもママになりたい!～休日に息子とふたりきりだから小学生のお母さんがなんでもしてあげちゃう♪心咲ASMR～（2022年、心咲）
- 犬になったら好きな人に拾われた。～犬飼加恋に徹底的に愛される音声～（2023年、犬飼加恋）

### その他コンテンツ
- 温泉むすめ（2018年、鳥羽亜矢海[133]）
- アニメ『アイドルマスター シンデレラガールズ劇場 3rd SEASON』DVD/BD 第2巻 特典CD「なんちゃってコメンタリー」（2018年、トークCD）
- Z/X iDOL project「SHiFT」（2019年 - 、ペクティリス[15]）
- THE IDOLM@STER CINDERELLA GIRLS Live Broadcast 24magic 〜シンデレラたちの24時間生放送！〜（2020年）[134][135]
- 電撃G'sマガジン×電撃文庫共同プロデュース作品「こどものままでもママになりたい！」（2022年 - 、心咲[136]）
- CHARMS!!（チャームス!!）（2021年）嬉野ひなた 役[137]
- ボイスドラマ『幕末動乱美少女伝』（2024年、山縣有朋）

## ディスコグラフィ

### キャラクターソング
| 発売日   | 商品名                                                                                                  | 歌 | 楽曲                                                                        | 備考                                                                               |
| 2017年   | 2017年                                                                                                  | 2017年 | 2017年                                                                      | 2017年                                                                             |
| -------- | --- | --- | --------------------------------------------------------------------------- | ---------------------------------------------------------------------------------- |
| 12月13日 | THE IDOLM@STER CINDERELLA MASTER 恋が咲く季節                                                           | 高垣楓（早見沙織）、本田未央（原紗友里）、藤原肇（鈴木みのり）、荒木比奈（田辺留依）、喜多見柚（武田羅梨沙多胡）、佐久間まゆ（牧野由依）、村上巴（花井美春）、関裕美（会沢紗弥）、緒方智絵里（大空直美） | 「恋が咲く季節」                                                            | ゲーム『アイドルマスター シンデレラガールズ』関連曲                                |
| 2018年   | | |                                                                             |                                                                                    |
| 3月31日  | - | 関裕美（会沢紗弥） | 「お願い！シンデレラ」                                                      | ゲーム『アイドルマスター シンデレラガールズ スターライトステージ』関連曲           |
| 4月4日   | THE IDOLM@STER CINDERELLA MASTER 049 関裕美                                                             | 関裕美（会沢紗弥） | 「楽園」                                                                    | ゲーム『アイドルマスター シンデレラガールズ』関連曲                                |
| 4月11日  | THE IDOLM@STER CINDERELLA GIRLS MASTER SEASONS SPRING!                                                  | 関裕美（会沢紗弥）、水本ゆかり（藤田茜）、棟方愛海（藤本彩花） | 「HARURUNRUN」                                                              | ゲーム『アイドルマスター シンデレラガールズ』関連曲                                |
| 7月18日  | THE IDOLM@STER CINDERELLA GIRLS STARLIGHT MASTER 19 With Love                                           | 関裕美（会沢紗弥）、荒木比奈（田辺留依）、村上巴（花井美春）、藤原肇（鈴木みのり）、喜多見柚（武田羅梨沙多胡） | 「always」                                                                  | ゲーム『アイドルマスター シンデレラガールズ スターライトステージ』関連曲           |
| 11月9日  | THE IDOLM@STER CINDERELLA GIRLS 6thLIVE MERRY-GO-ROUNDOME!!! MASTER SEASONS SPRING! SOLO REMIX          | 関裕美（会沢紗弥） | 「HARURUNRUN」                                                              | ゲーム『アイドルマスター シンデレラガールズ』関連曲                                |
| 2019年   | | |                                                                             |                                                                                    |
| 2月20日  | THE IDOLM@STER CINDERELLA GIRLS STARLIGHT MASTER 26 美に入り彩を穿つ                                    | 関裕美（会沢紗弥）、森久保乃々（高橋花林） | 「あいくるしい 〜For SS3A rearrange Mix〜」                                 | ゲーム『アイドルマスター シンデレラガールズ スターライトステージ』関連曲           |
| 5月25日  | I'm fighter                                                                                             | 佐藤さん（小山百代）、佐藤さん（会沢紗弥） | 「I'm fighter」                                                             | 舞台『初等教育ロイヤル』テーマソング                                               |
| 10月14日 | 違う明日へ                                                                                              | いちか（会沢紗弥）、にな（野口真緒）、さんちゃん（宮島小百合）、しー（生田善子）、ふぁい（楓） | 「違う明日へ」                                                              | 舞台『暗転エピローグ』テーマソング                                                 |
| 10月14日 | 違う明日へ                                                                                              | いちか（会沢紗弥） | 「違う明日へ」                                                              | 舞台『暗転エピローグ』テーマソング                                                 |
| 11月13日 | THE IDOLM@STER CINDERELLA GIRLS STARLIGHT MASTER for the NEXT! 02 ステップ&スキップ                     | 関裕美（会沢紗弥）、白菊ほたる（天野聡美）、森久保乃々（高橋花林） | 「ステップ&スキップ（M@STER VERSION）」                                     | ゲーム『アイドルマスター シンデレラガールズ スターライトステージ』関連曲           |
| 11月13日 | THE IDOLM@STER CINDERELLA GIRLS STARLIGHT MASTER for the NEXT! 02 ステップ&スキップ                     | 関裕美（会沢紗弥） | 「ステップ&スキップ（M@STER VERSION）」                                     | ゲーム『アイドルマスター シンデレラガールズ スターライトステージ』関連曲           |
| 11月24日 | キミが大好きだよ                                                                                        | SHiFT | 「キミが大好きだよ」 「君のすべて」 「SHiFT!! 〜夢を描こう〜」              | 『Z/X -Zillions of enemy X-』関連曲                                                |
| 2020年   | | |                                                                             |                                                                                    |
| 8月19日  | THE IDOLM@STER CINDERELLA GIRLS LITTLE STARS EXTRA! Sing the Prologue♪                                  | 久川凪（立花日菜）、関裕美（会沢紗弥）、遊佐こずえ（花谷麻妃）、三村かな子（大坪由佳）、堀裕子（鈴木絵理） | 「Sing the Prologue♪」                                                      | Webアニメ『アイドルマスター シンデレラガールズ劇場 Extra Stage』エンディングテーマ |
| 2021年   | | |                                                                             |                                                                                    |
| 2月3日   | THE IDOLM@STER CINDERELLA GIRLS STARLIGHT MASTER GOLD RUSH! 06 THE VILLAIN'S NIGHT                      | 関裕美（会沢紗弥）、赤城みりあ（黒沢ともよ）、櫻井桃華（照井春佳）、相葉夕美（木村珠莉）、宮本フレデリカ（髙野麻美） | 「THE VILLAIN'S NIGHT（M@STER VERSION）」                                   | ゲーム『アイドルマスター シンデレラガールズ スターライトステージ』関連曲           |
| 2月3日   | THE IDOLM@STER CINDERELLA GIRLS STARLIGHT MASTER GOLD RUSH! 06 THE VILLAIN'S NIGHT                      | 関裕美（会沢紗弥） | 「THE VILLAIN'S NIGHT（M@STER VERSION）」                                   | ゲーム『アイドルマスター シンデレラガールズ スターライトステージ』関連曲           |
| 2022年   | | |                                                                             |                                                                                    |
| 1月19日  | THE IDOLM@STER CINDERELLA GIRLS 10th ANNIVERSARY M@GICAL WONDERLAND TOUR!!! CosmoStar Land オリジナルCD | 関裕美（会沢紗弥） | 「恋が咲く季節」                                                            | ゲーム『アイドルマスター シンデレラガールズ』関連曲                                |
| 2月15日  | Make your "HAPPY"                                                                                       | SHiFT | 「Make your day」 「キラキラのサーチライト」 「サプライズ！バレンタイン」   | 『Z/X -Zillions of enemy X-』関連曲                                                |
| 3月16日  | THE IDOLM@STER CINDERELLA GIRLS STARLIGHT MASTER R/LOCK ON! 03 かぼちゃ姫                               | 白坂小梅（桜咲千依）、久川凪（立花日菜）、関裕美（会沢紗弥）、森久保乃々（高橋花林）、椎名法子（都丸ちよ） | 「かぼちゃ姫（M@STER VERSION）」                                            | ゲーム『アイドルマスター シンデレラガールズ スターライトステージ』関連曲           |
| 3月16日  | THE IDOLM@STER CINDERELLA GIRLS STARLIGHT MASTER R/LOCK ON! 03 かぼちゃ姫                               | 関裕美（会沢紗弥） | 「かぼちゃ姫（M@STER VERSION）」                                            | ゲーム『アイドルマスター シンデレラガールズ スターライトステージ』関連曲           |
| 3月16日  | ウマ娘 プリティーダービー WINNING LIVE 04                                                               | メジロアルダン（会沢紗弥） | 「硝子のエトワール」                                                        | ゲーム『ウマ娘 プリティーダービー』関連曲                                          |
| 3月16日  | ウマ娘 プリティーダービー WINNING LIVE 04                                                               | マルゼンスキー（Lynn）、オグリキャップ（高柳知葉）、メジロマックイーン（大西沙織）、ナリタブライアン（衣川里佳）、シンボリルドルフ（田所あずさ）、タマモクロス（大空直美）、マンハッタンカフェ（小倉唯）、エイシンフラッシュ（藤野彩水）、スーパークリーク（優木かな）、ナイスネイチャ（前田佳織里）、マチカネタンホイザ（遠野ひかる）、イクノディクタス（田澤茉純）、ツインターボ（花井美春）、サトノダイヤモンド（立花日菜）、キタサンブラック（矢野妃菜喜）、サクラチヨノオー（野口瑠璃子）、メジロアルダン（会沢紗弥）、ヤエノムテキ（日原あゆみ） | 「うまぴょい伝説」                                                          | ゲーム『ウマ娘 プリティーダービー』関連曲                                          |
| 4月27日  | ウマ娘 プリティーダービー WINNING LIVE 05                                                               | スペシャルウィーク（和氣あず未）、サイレンススズカ（高野麻里佳）、トウカイテイオー（Machico）、オグリキャップ（高柳知葉）、ゴールドシップ（上田瞳）、メジロマックイーン（大西沙織）、テイエムオペラオー（徳井青空）、ナリタブライアン（衣川里佳）、シンボリルドルフ（田所あずさ）、タマモクロス（大空直美）、メジロライアン（土師亜文）、アドマイヤベガ（咲々木瞳）、サクラバクシンオー（三澤紗千香）、ミスターシービー（天海由梨奈）、メジロドーベル（久保田ひかり）、マチカネタンホイザ（遠野ひかる）、サトノダイヤモンド（立花日菜）、キタサンブラック（矢野妃菜喜）、サクラチヨノオー（野口瑠璃子）、メジロアルダン（会沢紗弥）、ヤエノムテキ（日原あゆみ）、ナリタトップロード（中村カンナ） | 「We are DREAMERS!!」                                                       | ゲーム『ウマ娘 プリティーダービー』関連曲                                          |
| 4月27日  | ウマ娘 プリティーダービー WINNING LIVE 05                                                               | スペシャルウィーク（和氣あず未）、サイレンススズカ（高野麻里佳）、トウカイテイオー（Machico）、オグリキャップ（高柳知葉）、ゴールドシップ（上田瞳）、メジロマックイーン（大西沙織）、テイエムオペラオー（徳井青空）、ナリタブライアン（衣川里佳）、シンボリルドルフ（田所あずさ）、アグネスデジタル（鈴木みのり）、タマモクロス（大空直美）、マヤノトップガン（星谷美緒）、メジロライアン（土師亜文）、アドマイヤベガ（咲々木瞳）、サクラバクシンオー（三澤紗千香）、スマートファルコン（大和田仁美）、ニシノフラワー（河井晴菜）、ハルウララ（首藤志奈）、マーベラスサンデー（三宅麻理恵）、ミスターシービー（天海由梨奈）、メジロドーベル（久保田ひかり）、ナイスネイチャ（前田佳織里）、マチカネタンホイザ（遠野ひかる）、ツインターボ（花井美春）、サトノダイヤモンド（立花日菜）、キタサンブラック（矢野妃菜喜）、サクラチヨノオー（野口瑠璃子）、メジロアルダン（会沢紗弥）、ヤエノムテキ（日原あゆみ）、ナリタトップロード（中村カンナ） | 「うまぴょい伝説」                                                          | ゲーム『ウマ娘 プリティーダービー』関連曲                                          |
| 5月25日  | THE IDOLM@STER CINDERELLA GIRLS STARLIGHT MASTER R/LOCK ON! 05 トロピカルガール                         | 辻野あかり（梅澤めぐ）、星輝子（松田颯水）、木村夏樹（安野希世乃）、小日向美穂（津田美波）、関裕美（会沢紗弥） | 「徒花ネクロマンシー」                                                      | ゲーム『アイドルマスター シンデレラガールズ スターライトステージ』関連曲           |
| 7月6日   | くノ一ツバキの胸の内 あかね組音楽集                                                                     | カゲツ（会沢紗弥）、ホトトギス（幸村恵理）、ムクゲ（伊藤彩沙） | 「あかね組活動日誌 ～卯班～」                                               | テレビアニメ『くノ一ツバキの胸の内』エンディングテーマ                             |
| 7月6日   | くノ一ツバキの胸の内 あかね組音楽集                                                                     | あかね組ねうしとらうたつみうまひつじさるとりいぬい | 「あかね組活動日誌 ～ねうしとらうたつみうまひつじさるとりいぬい大集合！～」 | テレビアニメ『くノ一ツバキの胸の内』エンディングテーマ                             |
| 7月6日   | くノ一ツバキの胸の内 あかね組音楽集                                                                     | カゲツ（会沢紗弥）、ツバキ（夏吉ゆうこ）、リンドウ（小原好美） | 「いつもとなりで」                                                          | テレビアニメ『くノ一ツバキの胸の内』関連曲                                         |
| 7月15日  | CHARMS!! ユニットデビューシリーズ #1 STARINGSTARZ                                                       | 嬉野ひなた（会沢紗弥） | 「SMILE😆」                                                                 | 『CHARMS!!』関連曲                                                                 |
| 7月15日  | CHARMS!! ユニットデビューシリーズ #1 STARINGSTARZ                                                       | 嬉野ひなた（会沢紗弥）、楪葉了（青木瑠璃子） | 「スターリングスター」                                                      | 『CHARMS!!』関連曲                                                                 |
| 8月17日  | ウマ娘 プリティーダービー WINNING LIVE 07                                                               | スペシャルウィーク（和氣あず未）、サイレンススズカ（高野麻里佳）、ゴールドシップ（上田瞳）、メジロマックイーン（大西沙織）、ナリタブライアン（衣川里佳）、マヤノトップガン（星谷美緒）、メジロライアン（土師亜文）、ライスシャワー（石見舞菜香）、ウイニングチケット（渡部優衣）、マーベラスサンデー（三宅麻理恵）、メジロドーベル（久保田ひかり）、メジロパーマー（のぐちゆり）、メジロアルダン（会沢紗弥）、メジロブライト（大西綺華）、サクラローレル（真野美月） | 「うまぴょい伝説」                                                          | ゲーム『ウマ娘 プリティーダービー』関連曲                                          |
| 8月17日  | ウマ娘 プリティーダービー WINNING LIVE 07                                                               | メジロマックイーン（大西沙織）、メジロライアン（土師亜文）、メジロドーベル（久保田ひかり）、メジロパーマー（のぐちゆり）、メジロアルダン（会沢紗弥）、メジロブライト（大西綺華） | 「メジロ讃歌」                                                              | ゲーム『ウマ娘 プリティーダービー』関連曲                                          |
| 8月24日  | 恋愛脳/陽傘 アニメ盤                                                                                    | キサラ（会沢紗弥） | 「恋愛脳」                                                                  | テレビアニメ『Engage Kiss』関連曲                                                  |
| 9月21日  | THE IDOLM@STER CINDERELLA GIRLS STARLIGHT MASTER R/LOCK ON! 08 ラビューダ♡トライアングル                | 関裕美（会沢紗弥） | 「ハンドメイドスマイル」                                                    | ゲーム『アイドルマスター シンデレラガールズ スターライトステージ』関連曲           |
| 9月28日  | THE IDOLM@STER CINDERELLA MASTER Cute jewelries! 004                                                    | 乙倉悠貴（中島由貴）、関裕美（会沢紗弥）、白菊ほたる（天野聡美）、早坂美玲（朝井彩加）、黒埼ちとせ（佐倉薫） | 「チョコレート？レモネード？どっち??」 「認めてくれなくたっていいよ」       | ゲーム『アイドルマスター シンデレラガールズ』関連曲                                |
| 9月28日  | THE IDOLM@STER CINDERELLA MASTER Cute jewelries! 004                                                    | 関裕美（会沢紗弥） | 「my sweet heart」                                                          | ゲーム『アイドルマスター シンデレラガールズ』関連曲                                |
| 9月28日  | Engage Kiss BD・DVD Vol.1 完全生産限定版特典CD                                                          | キサラ（会沢紗弥） | 「ココロスペアキー」                                                        | テレビアニメ『Engage Kiss』関連曲                                                  |
| 10月4日  | ウマ娘 プリティーダービー Solo Vocal Tracks Vol.5 －4th EVENT SPECIAL DREAMERS!! EXTRA STAGE－          | メジロアルダン（会沢紗弥） | 「We are DREAMERS!!（Game Size）」                                          | ゲーム『ウマ娘 プリティーダービー』関連曲                                          |
| 12月28日 | THE IDOLM@STER CINDERELLA GIRLS STARLIGHT MASTER PLATINUM NUMBER 01 MOTTO!                              | 久川凪（立花日菜）、西園寺琴歌（安齋由香里）、桐生つかさ（河瀬茉希）、白菊ほたる（天野聡美）、村上巴（花井美春）、関裕美（会沢紗弥）、結城晴（小市眞琴） | 「MOTTO!」                                                                  | ゲーム『アイドルマスター シンデレラガールズ スターライトステージ』関連曲           |
| 2023年   | | |                                                                             |                                                                                    |
| 2月15日  | 逆境☆不惑☆フラクション/レッツゴー・マイ・ハウス!!!                                                      | 犬飼加恋（会沢紗弥）、猫谷ミケ（相良茉優）、月城うさぎ（小坂井祐莉絵） | 「レッツゴー・マイ・ハウス!!!」                                             | テレビアニメ『犬になったら好きな人に拾われた。』エンディングテーマ                 |
| 2月15日  | 逆境☆不惑☆フラクション/レッツゴー・マイ・ハウス!!!                                                      | 犬飼加恋（会沢紗弥） | 「レッツゴー・マイ・ハウス!!!」                                             | テレビアニメ『犬になったら好きな人に拾われた。』エンディングテーマ                 |
| 2月25日  | Z/X -Zillions of enemy X- 10th Anniversary Album 「IGNITION」                                           | SHiFT、iDA | 「ゼクス アクティベート! -10th-（SHiFT＆iDAver）」                          | 『Z/X -Zillions of enemy X-』関連曲                                                |
| 2月25日  | Z/X -Zillions of enemy X- 10th Anniversary Album 「IGNITION」                                           | ペクティリス（会沢紗弥） | 「僕らの世界（会沢紗弥ver）」                                               | 『Z/X -Zillions of enemy X-』関連曲                                                |
| 2月25日  | Z/X -Zillions of enemy X- 10th Anniversary Album 「IGNITION」                                           | SHiFT | 「未来がひとつに（SHiFTver）」                                              | 『Z/X -Zillions of enemy X-』関連曲                                                |
| 5月26日  | CHARMS!! デビューシングル「WE ARE CHARMS!!」                                                            | 嬉野ひなた（会沢紗弥）、朗嘉恵利（井澤美香子）、桜木梢枝（峯田茉優）、権堂 舞（福原綾香）、妙典 蛍（影山灯） | CHARMS!!                                                                    | 『CHARMS!!』関連曲                                                                 |
| 5月26日  | CHARMS!! デビューシングル「WE ARE CHARMS!!」                                                            | 嬉野ひなた（会沢紗弥）、朗嘉恵利（井澤美香子）、桜木梢枝（峯田茉優）、権堂 舞（福原綾香）、妙典 蛍（影山灯） | WE ARE CHARMS!!                                                             | 『CHARMS!!』関連曲                                                                 |
| 5月26日  | CHARMS!! デビューシングル「WE ARE CHARMS!!」                                                            | 嬉野ひなた（会沢紗弥）、楪葉了（青木瑠璃子） | SMILE(Short ver.)                                                           | 『CHARMS!!』関連曲                                                                 |
| 5月26日  | CHARMS!! デビューシングル「WE ARE CHARMS!!」                                                            | 嬉野ひなた（会沢紗弥）、楪葉了（青木瑠璃子） | スターリングスター(Short ver.)                                              | 『CHARMS!!』関連曲                                                                 |
| 5月26日  | CHARMS!! デビューシングル「WE ARE CHARMS!!」                                                            | 嬉野ひなた（会沢紗弥）、楪葉了（青木瑠璃子） | CHARMS!!(STARINGSTARZ ver.)                                                 | 『CHARMS!!』関連曲                                                                 |
| 5月26日  | CHARMS!! デビューシングル「WE ARE CHARMS!!」                                                            | 嬉野ひなた（会沢紗弥）、楪葉 了（青木瑠璃子）、朗嘉恵利（井澤美香子）、有村柘榴（井澤詩織）、桜木梢枝（峯田茉優）、山田小夜（鈴木絵理）、権堂 舞（福原綾香）、安心院千景（田澤茉純）、妙典 蛍（影山灯）、昏間幽々（山本希望） | CHARMS!!(All member ver.)                                                   | 『CHARMS!!』関連曲                                                                 |
| 6月10日  | THE IDOLM@STER CINDERELLA GIRLS 燿城夜祭 -かがやきよまつり- 会場オリジナルCD                            | 関裕美（会沢紗弥） | 「Sing the Prologue♪」                                                      | Webアニメ『アイドルマスター シンデレラガールズ劇場 Extra Stage』関連曲             |
| 8月4日   | Z/X -Zillions of enemy X- iDOL SPECiAL SiTUATiON CD 「MiRAGE」                                          | SHiFT | 「夏の終わりに ～Stay with me～」                                           | 『Z/X -Zillions of enemy X-』関連曲                                                |
| 2024年   | | |                                                                             |                                                                                    |
| 3月20日  | THE IDOLM@STER CINDERELLA GIRLS STARLIGHT MASTER HEART TICKER! 04 D-ark L-ily's Grin                    | 関裕美（会沢紗弥）、白菊ほたる（天野聡美）、森久保乃々（高橋花林） | 「書きかけのラブレター」                                                    | ゲーム『アイドルマスター シンデレラガールズ スターライトステージ』関連曲           |
| 6月19日  | TVアニメ『怪異と乙女と神隠し』オリジナルサウンドトラック                                                | 天地のどか（会沢紗弥） | 「エール送ってる」                                                          | テレビアニメ『怪異と乙女と神隠し』挿入歌                                           |
| 7月17日  | Z/X -Zillions of enemy X- LiNK iDOL Album 「ASCENSiON」                                                 | ペクティリス（会沢紗弥） | 「Bloomin' Sky」                                                            | 『Z/X -Zillions of enemy X-』関連曲                                                |
| 2025年   | | |                                                                             |                                                                                    |
| 5月14日  | 「ニートくノ一となぜか同棲はじめました」エンディングテーマソングス                                      | 出浦白津莉（矢野妃菜喜）、百地彩夢（ファイルーズあい）、和泉緋那（会沢紗弥）、夏見叶愛（木野日菜） | 「ダラシナイEveryday」                                                      | テレビアニメ『ニートくノ一となぜか同棲はじめました』エンディングテーマ             |

### その他参加作品
| 発売日        | 商品名                                                              | 歌                 | 楽曲                   | 備考                                                                            |
| ------------- | ------------------------------------------------------------------- | ------------------ | ---------------------- | ------------------------------------------------------------------------------- |
| 2021年9月17日 | Onsen Theme song Collection album 1st                               | さーやんとるんるん | 「KNO」                | Webラジオ『会沢紗弥と花井美春の「まったく、女子高生は最高だぜ!!」』テーマソング |
| 2022年3月6日  | 「会沢紗弥のエンディングは上機嫌で」テーマソング エンドロールは上々 | 会沢紗弥           | 「エンドロールは上々」 | インターネット番組『会沢紗弥のエンディングは上機嫌で』テーマソング              |

## ライブ・イベント

### 合同ライブ
| 出演日              | タイトル                                                                                          | 会場                                                   |
| ------------------- | ------------------------------------------------------------------------------------------------- | ------------------------------------------------------ |
| 2017年11月19日      | アイドルマスター シンデレラガールズ 6th Anniversary Memorial Party                                | 舞浜アンフィシアター（千葉県）                         |
| 2018年9月8日・9日   | THE IDOLM@STER CINDERELLA GIRLS SS3A Live Sound Booth♪                                            | ヤマダグリーンドーム前橋（群馬県）                     |
| 2018年12月2日       | THE IDOLM@STER CINDERELLA GIRLS 6thLIVE MERRY-GO-ROUNDOME!!!                                      | ナゴヤドーム（愛知県）                                 |
| 2018年12月6日       | CygamesFes2018 アイドルマスター シンデレラガールズ 7th Anniversary Memorial STAGE!!               | 幕張メッセ国際展示場（千葉県）                         |
| 2019年9月3日・4日   | THE IDOLM@STER CINDERELLA GIRLS 7thLIVE TOUR Special 3chord♪ Comical Pops!                        | 幕張メッセ国際展示場 9-11番ホール（千葉県）            |
| 2020年2月22日       | Z/X presents SHiFT バレンタインライブ 2020 ～みんな大好きだよ♪～                                  | ベルサール秋葉原 B1フロア（東京都）                    |
| 2021年1月10日       | THE IDOLM@STER CINDERELLA GIRLS Broadcast & LIVE Happy New Yell!!!                                | 幕張メッセ国際展示場 1-3番ホール（千葉県）             |
| 2021年10月2日・3日  | THE IDOLM@STER CINDERELLA GIRLS 10th ANNIVERSARY M@GICAL WONDERLAND TOUR!!! MerryMaerchen Land    | 西日本総合展示場 新館（福岡県）                        |
| 2022年3月6日        | ウマ娘 プリティーダービー 4th EVENT「SPECIAL DREAMERS!!」東京公演                                 | 武蔵野の森総合スポーツプラザ・メインアリーナ（東京都） |
| 2022年4月3日        | THE IDOLM@STER CINDERELLA GIRLS 10th ANNIVERSARY M@GICAL WONDERLAND!!!                            | ベルーナドーム（埼玉県）                               |
| 2022年9月3日・4日   | THE IDOLM@STER CINDERELLA GIRLS LIKE4LIVE #cg_ootd                                                | 日本ガイシホール（愛知県）                             |
| 2022年11月5日       | ウマ娘 プリティーダービー 4th EVENT「SPECIAL DREAMERS!!」EXTRA STAGE                              | ベルーナドーム（埼玉県）                               |
| 2024年3月10日       | THE IDOLM@STER CINDERELLA GIRLS UNIT LIVE TOUR ConnecTrip! 岩手公演                               | トーサイクラシックホール岩手（岩手県）                 |
| 2024年10月6日       | Z/X iDOL Project GALAXi LiVE 「HOP！ STEP♪ ASCENSiON⤴」                                           | I'M A SHOW（東京都）                                   |
| 2025年4月26日・27日 | THE IDOLM@STER CINDERELLA GIRLS STARLIGHT STAGE 10th ANNIVERSARY TOUR Let's AMUSEMENT!!! 東京公演 | 有明アリーナ（東京都）                                 |